# Mitchell Mann
Mitchell Mann (* 26. Dezember 1991 in Birmingham) ist ein englischer Snookerspieler. 2014 gelang ihm erstmals die Qualifikation für die Profitour. Seitdem gehört er mit zwei Jahren Unterbrechung der Tour an.

## Karriere

### Anfänge
In seiner Kindheit spielte Mitchell Mann Fußball in der „Blues Academy“, der Jugend von Birmingham City. Mit acht Jahren trat bei ihm dann aber die Knochenkrankheit Morbus Perthes auf und er musste diesen Sport aufgeben. Mit zehn Jahren entdeckte er Snooker für sich und wurde ein erfolgreicher Jugendspieler. Unter anderem gewann er mit 15 Jahren den Junior Pot Black im Crucible Theatre.
Von da an versuchte Mann, sich für die Snooker Main Tour zu qualifizieren, und nahm ab der Saison 2007/08 an den Turnieren der Pontin’s International Open Series teil. In den drei folgenden Spielzeiten verpasste er einmal nur knapp um einen Sieg die Qualifikation. Mit der Einführung der Players Tour Championship beteiligte er sich auch regelmäßig an den für Amateure offenen Veranstaltungen dieser Turnierserie. Gleich im allerersten Turnier in Sheffield im Juni 2010 gelang ihm ein Überraschungserfolg gegen Shaun Murphy, der später das Tourfinale gewann. Die weiteren Leistungen reichten aber nicht, um sich über die Order of Merit einen Platz auf der Main Tour zu sichern, ebenso wenig wie sein Auftritt in der Q School, dem PIOS-Nachfolgeturnier. Obwohl er im Jahr darauf schon erfolgreicher war, verpasste er wieder die Qualifikation für die Profitour. In der Q School 2012 verlor er das entscheidende Match gegen Robbie Williams. Dafür durfte er immerhin bei den Australian Goldfields Open 2012 in der Qualifikation antreten und schaffte es dort unter die letzten 64.
Zwei weitere Jahre versuchte es Mitchell Mann bei den beiden Turnierserien erfolglos, auch wenn weitere Siege gegen Profispieler wie Liang Wenbo hinzukamen. 2014 gelang ihm sein größter Amateurerfolg. Bei der in der bulgarischen Hauptstadt Sofia ausgetragenen Europameisterschaft gewann er den Titel. Dieser Erfolg berechtigte ihn, in den kommenden beiden Spielzeiten als Profi an der Main Tour teilzunehmen.

### Die ersten Profijahre
Sein erster größerer Erfolg in seiner ersten Profisaison 2014/15 gelang ihm bei der International Championship, wo er über Qualifikation und Wildcard-Runde bis unter die letzten 32 kam. Daneben gewann er einzelne Spiele bei PTC-Turnieren. Erst bei der abschließenden Weltmeisterschaft gelangen ihm wieder zwei Siege nacheinander über Alfie Burden und Gerard Greene und er verpasste das Hauptturnier nur um eine Runde. Dies brachte ihn bis auf Platz 88 der Weltrangliste.
Im Jahr darauf gelangen ihm drei Auftaktsiege bei Ranglistenturnieren, dazu erreichte er bei den Ruhr Open erstmals die letzten 32 eines PTC-Turniers und beim Gdynia Open sogar ein Achtelfinale. Bei der WM besiegte er Matthew Selt und Dechawat Poomjaeng jeweils mit 10:9 und schaffte dort den Einzug in die Hauptrunde im Crucible Theatre. Obwohl ihm dies viel Preisgeld für die Weltrangliste einbrachte, verpasste er als 70. die Weiterqualifikation für die Main Tour. Jedoch stand er auf Platz 3 der Nicht-Profis in der PTC-Wertung und erhielt unmittelbar eine neue Startberechtigung für die Profitour für zwei Jahre.

### Persönliche Probleme und weitere Profijahre
Mitchell Mann neigte schon in der Jugend zu Versagensängsten. In seiner Profizeit verstärkten sich die Angstzustände und er hatte depressive Phasen, in denen er zu Alkohol und auch zu Kokain griff. Darunter litten wiederum seine Leistungen als Snookerspieler. Er schaffte aber den Schritt, sich in Behandlung zu begeben, und begann seine Probleme zu lösen. 2017 machte er seine psychischen Probleme öffentlich.

#### Saison 2016/17
Die Saison 2016/17 begann für Mann mit einer 0:4-Niederlage in der Qualifikation für die Riga Masters gegen Yan Bingtao. Direkt beim  nächsten Turnier, den Indian Open schaffte er es, Michael Holt zu besiegen und in die Hauptrunde einzuziehen, wo er mit 1:4 gegen Andrew Higginson ausschied. In der Qualifikation für die World Open verlor er mit 3:5 gegen Oliver Lines. Beim Paul Hunter Classic, was nach dem Wegfall der PTC fortgeführt wurde, verlor er in der ersten Runde mit 2:4 gegen Rod Lawler. In der Qualifikation für die Shanghai Masters verlor er mit 0:5 gegen Michael Georgiou, bei den European Masters verlor er ebenfalls in der Qualifikation, diesmal mit 1:4 gegen Ashley Hugill. Bei den English Open – dem ersten Turnier der neu eingeführten Home Nations Series – verlor er in der ersten Runde mit 0:4 gegen Ding Junhui. Ebenjener besiegte ihn auch in der Qualifikation für den International Championship, diesmal mit 5:6 deutlich knapper. Bei den Northern Ireland Open besiegte Mann Thor Chuan Leong mit 4:1, verlor aber darauf mit 0:4 gegen Fergal O’Brien. Beim UK Championship besiegte er Kyren Wilson mit 6:3 und Sam Baird mit 6:2, bevor er in der Runde der letzten 32 mit 3:6 an Zhang Anda scheiterte. In dieselbe Runde drang er auch bei den Scottish Open vor, nachdem er Sam Baird mit 4:2 und Anthony McGill mit 4:1 besiegt hatte, verlor er mit 1:4 gegen Sean O’Sullivan. Der Schotte Stephen Maguire bescherte ihm mit einem 4:5 in der ersten Qualifikationsrunde für die German Masters die erste Niederlage im Jahr 2017. Bei den Welsh Open verlor er einem 4:1-Sieg über Michael Holt und einem 4:2-Sieg über Sean O’Sullivan mit 2:4 gegen Kurt Maflin. Beim Shoot-Out verlor er gegen Graeme Dott in der ersten Runde. Beim Pro/Am-Turnier Gibraltar Open besiegte er David Grace mit 4:3, verlor aber anschließend mit 3:4 gegen Rhys Clark. Bei den China Open verlor er in der Qualifikation mit 4:5 gegen Mark Joyce. In der ersten Runde der Snookerweltmeisterschaft verlor er mit 3:10 gegen Mark Davis. Mann beendete die Saison auf Weltranglistenplatz 92.

#### Saison 2017/18
Die Saison 2017/18 startete für Mann mit einer 1:4-Niederlage in der Qualifikation für die Riga Masters gegen Ben Woollaston. In der Qualifikation für den China Championship verlor er mit 4:5 gegen David Gilbert. Eine große Überraschung war das Paul Hunter Classic, wo er nach Siegen über Daniel Wells, Mark Joyce und drei Amateuren ins Halbfinale vordrung, wo er mit 1:4 gegen den späteren Turniersieger Michael White verlor. Es folgten zwei Auftaktniederlagen: In der Qualifikation für die Indian Open verlor er mit 1:4 gegen Ashley Hugill und in der Qualifikation für die World Open mit 2:5 gegen Matthew Selt. Die Hauptrunde der European Masters erreichte er durch einen 4:0-Sieg über Jackson Page, anschließend verlor er mit 2:4 gegen Stuart Bingham. In der ersten Runde der English Open besiegte er Leo Fernandez mit 4:3, verlor dann aber mit 0:4 gegen Andrew Higginson. In der Qualifikation des International Championship verlor er mit 4:6 gegen Martin Gould. Die Hauptrunde der Shanghai Masters erreichte er durch ein 5:3 über Ricky Walden, verlor dann aber mit 4:5 gegen Fergal O’Brien. Bei den Northern Ireland Open verlor er mit 1:4 gegen Duane Jones. Beim UK Championship besiegte er Stuart Carrington mit 6:2, anschließend unterlag er Liang Wenbo mit 6:1. Bei den Scottish Open kam er nach einem 4:3-Sieg über Hossein Vafaei in Runde 2, wo er sich Chris Totten mit 3:4 geschlagen geben musste. Nach einem 5:0-Sieg über Zhang Yong verlor er in der entscheidenden Qualifikationsrunde für die German Masters mit 4:5 gegen den damaligen Titelverteidiger Anthony Hamilton. Beim Shoot-Out verlor er mit 0:62 nach Punkten gegen Martin O’Donnell in der ersten Runde. Bei den Welsh Open verlor er in der ersten Runde mit 0:4 gegen Michael Georgiou. Bei den Gibraltar Open schied er immerhin erst in Runde zwei mit 2:4 gegen Matthew Selt aus. In der Qualifikation für die China Open scheiterte er mit 4:6 an Mike Dunn. Bei der Snookerweltmeisterschaft besiegte er in der ersten Qualifikationsrunde Peter Lines, verlor aber in der zweiten Runde gegen Ryan Day mit 1:10. Mann beendete die Saison auf Weltranglistenplatz 92, womit er erneut seinen Main-Tour-Platz verlor.

### Ein Jahr Challenge Tour und die zweite Chance als Profi
Mann versucht anschließend, sich über die Q School wieder zu qualifizieren. Im ersten Turnier verlor er in der ersten Runde mit 3:4 gegen Michael Judge. Im zweiten Turnier besiegte Mann unter anderem Chen Zhe und David Lilley, sodass er ins Finale seiner Gruppe einzog. Im entscheidenden Spiel unterlag er aber Lu Ning mit 2:4. Im letzten Turnier erreichte Mann lediglich die Runde der letzten 64, wo er sich Wang Yuchen geschlagen geben musste. Zwar verpasste er damit die Qualifikation für die Profitour, doch durch seine guten Ergebnisse erhielt er einen Startplatz in der Challenge Tour. Dort musste er sich im Finale des zweiten Events dem Ex-Profi David Grace geschlagen geben. Im vierten Event in Fürth schlug er Grace im Viertelfinale und holte sich anschließend den Turniersieg. Er kam in der Serie noch einmal ins Halbfinale und dreimal ins Viertelfinale und belegte damit in der Gesamtwertung Platz 3. Nur die ersten beiden qualifizierten sich direkt für die Profitour, da der Weltverband aber noch einen Platz auf der World Snooker Tour zu vergeben hatte, rückte Mann nach und bekam eine Wildcard für die Spielzeiten 2019/20 und 2020/21.
Im ersten Jahr schaffte er es bei den China Open mit Siegen über Liang Wenbo und Lü Haotian in Runde 3. Beim German Masters schaffte er es sogar bis ins Achtelfinale, sein zweitbestes Turnierergebnis bei Ranglistenturnieren in seiner Karriere. Weitere Erstrundensiege, wie der über Anthony McGill, brachten im als Ausgangsposition für das nächste Jahr Platz 73. Er konnte aber nicht an die Ergebnisse anknüpfen. Erst zum Saisonende beim Gibraltar Open, kam er einmal in Runde 3. Damit fiel er sogar weiter zurück und verlor erneut den Profistatus. Im erneuten Anlauf in der Q School nach der Saison erreichte er beim ersten Turnier das Entscheidungsspiel, verlor aber gegen Yuan Sijun. Bei den anderen beiden Turnieren kam er nicht ganz so weit. In der bereinigten „Order of Merit“, der Q-School-Gesamtwertung abzüglich der Turniersieger, belegte er Platz 2 und bekam auf diesem Weg ein weiteres Tourticket für 2 Jahre auf der Profitour.
Die Saison 2021/22 begann vielversprechend, trotz Gegnern wie Mark Allen und Chris Wakelin blieb er in der Gruppenrunde der Championship League ungeschlagen. Anschließend qualifizierte er sich für die Northern Ireland Open und schaffte in Belfast den Durchmarsch bis ins Viertelfinale, wobei ihm auch ein 4:2-Sieg über den Weltranglistenfünften Kyren Wilson gelang. Nach dem Jahreswechsel überstand er beim Shoot-Out drei Ein-Frame-Matches und zog ins Achtelfinale ein. Bei zwei weiteren Turnieren erreichte er noch die dritte Runde. Damit hatte er nach einem Jahr fast seine bis dahin beste Position in der Rangliste erreicht. Auch der Start in die nächste Spielzeit verlief unter anderem mit zwei Erstrundensiegen ordentlich. Doch dann folgten Auftaktniederlagen und bereits in frühen Phasen schwere Gegner wie Judd Trump und zweimal Mark Allen, die ihn früh aus den Turnieren warfen. Kein einziges Mal kam er über Runde 1 hinaus und statt aufwärts ging es im Ranking abwärts. Erneut verlor er seinen Profistatus und diesmal enttäuschte er auch in der Q School mit einer Erst- und einer Zweitrundenniederlage, so dass diesmal wieder ein Jahr als Amateur folgte.

### Dritter Anlauf als Profi
Der Rückkehrversuch über die Q School 2024 begann wieder mit einer Auftaktniederlage, doch dann hatte er im zweiten Turnier einen Turnierpfad, in dem er nur auf Spieler ohne Profierfahrung traf. Er wurde in jedem Match seiner Favoritenrolle gerecht und machte mit einem 4:2 über Joshua Thomond erneut die Tourrückkehr perfekt. 2024/25 begann mit einem Sieg über He Guoqiang und einem Remis gegen Ronnie O’Sullivan in der Championship League erfolgreich, auch wenn es nicht für die Zwischenrunde reichte. Bis zum Jahresende reichte es aber nur noch zu zwei einzelnen Siegen bei sechs Auftaktniederlagen. Viel besser lief es auch danach nicht, erst das Erreichen der dritten Runde bei der Weltmeisterschaft mit einer unglücklichen 9:10-Niederlage gegen Ricky Walden, entschieden mit der letzten Schwarzen, war wieder ein erfreuliches Ergebnis. Mit Platz 86 zum Saisonauftakt hatte er eine schwere Ausgangsposition für das Folgejahr.

## Erfolge
Ranglistenturniere
- Halbfinale: Paul Hunter Classic (2017)
- Viertelfinale: Northern Ireland Open (2021)
- Achtelfinale: German Masters (2020), Snooker Shoot-Out (2022)

Minor-Ranking-Turniere
- Achtelfinale: Gdynia Open (2016)

| Ausgang         | Jahr | Turnier                  | Finalgegner   | Ergebnis             |
| --------------- | ---- | ------------------------ | ------------- | -------------------- |
| Amateurturniere |      |                          |               |                      |
| Sieger          | 2007 | Junior Pot Black         | Jack Lisowski | 76:23 (nach Punkten) |
| Sieger          | 2014 | Europameisterschaft      | John Whitty   | 7:2                  |
| Zweiter         | 2018 | Q School                 | Lu Ning       | 2:4                  |
| Zweiter         | 2018 | Challenge Tour – Event 2 | David Grace   | 0:3                  |
| Sieger          | 2018 | Challenge Tour – Event 4 | Dylan Emery   | 3:0                  |